# Consistório Ordinário Público de 1832

## Cardeais Eleitores
| Nº                  | País               | Nome                              | Idade              | Cargo                                 | Título ou Diaconia                                           |
| Cardeais eleitores  | Cardeais eleitores | Cardeais eleitores                | Cardeais eleitores | Cardeais eleitores                    | Cardeais eleitores                                           |
| ------------------- | ------------------ | --------------------------------- | ------------------ | ------------------------------------- | ------------------------------------------------------------ |
| 1                   | Itália             | Giuseppe Maria Velzi, O.P.        | 65                 | Mestre do Sacro Palácio               | Cardeal-presbítero de Santa Maria sobre Minerva              |
| 2                   | Itália             | Mario Mattei                      | 39                 | tesoureiro geral da Câmara Apostólica | Cardeal-diácono de Santa Maria em Aquiro                     |
| Revelado In Pectore |                    |                                   |                    |                                       |                                                              |
| 3                   | Itália             | Alessandro Giustiniani            | 54                 | núncio em Portugal                    | Cardeal-presbítero de Santa Cruz de Jerusalém                |
| 4                   | Itália             | Francesco Tiberi Contigliano      | 59                 | núncio em Espanha                     | Cardeal-presbítero de Santo Estêvão no Monte Celio           |
| 5                   | Itália             | Ugo Pietro Spinola                | 41                 | núncio em Espanha                     | Cardeal-presbítero de Santos Silvestre e Martinho nos Montes |
| 6                   | Itália             | Benedetto Cappelletti             | 67                 | vice-camerlengo e governador de Roma  | Cardeal-presbítero de São Clemente                           |
| 7                   | Itália             | Luigi Del Drago                   | 56                 |                                       | Cardeal-presbítero de São Lourenço em Panisperna             |
| 8                   | Itália             | Francesco Maria Pandolfi Alberici | 68                 |                                       | Cardeal-presbítero de Santa Priscila                         |
| 9                   | Itália             | Ludovico Gazzoli                  | 58                 |                                       | Cardeal-diácono de Santo Eustáquio                           |